# Closet drama
Il closet drama (in italiano: testo teatrale da lettura) è un'opera teatrale che non è destinata a essere messa in scena, ma letta ad alta voce da un lettore unico o, a volte, da un piccolo gruppo. Una forma correlata, la "sceneggiatura closet", venne sviluppata nel corso del XX secolo.

## Forma
Ogni dramma in forma scritta che non dipende in misura significativa sulla improvvisazione per il suo effetto può essere letto come un testo letterario senza essere eseguito. I closet drama, tuttavia, sono stati studiati e progettati in particolar modo per la lettura e non adoperano tecniche teatrali. Con poca azione, ma ricchi spesso di disquisizioni filosofiche, essi vengono raramente rappresentati.
I dialoghi filosofici degli antichi scrittori greci e romani come Platone sono stati scritti in forma di conversazioni tra "personaggi" e sono quindi simili al closet drama.

## Storia
A partire da Friedrich von Schlegel, molti hanno sostenuto che le tragedie di Seneca nel I secolo d.C. fossero state scritte per essere recitate in piccoli gruppi, piuttosto che eseguite a teatro. Questa teoria è ampiamente diffusa nella storiografia del teatro, ma non ci sono prove a sostegno. L'imperatore romano Nerone, allievo di Seneca, potrebbe aver recitato in alcune delle tragedie di Seneca. Alcuni drammi del medioevo erano basati sul modello del closet drama, come i drammi di Roswitha di Gandersheim, o le opere dialettiche come The Debate of Body and Soul o Interludium de Clerico et Puella.
Fulke Greville, William Alexander, I conte di Stirling e Mary Sidney hanno scritto closet dramas contemporaneamente a William Shakespeare e Ben Jonson. Thomas Killigrew è un esempio di un drammaturgo che scriveva closet dramas quando le sue opere non potevano più essere prodotte (esiliato dall'Inghilterra durante la guerra civile inglese). Il periodo della guerra civile e dell'Interregno, quando i teatri pubblici furono ufficialmente chiusi (1642-1660), forse era l'età d'oro del closet drama in lingua inglese. Il Samson Agonistes di John Milton, scritto nel 1671, è un altro esempio di dramma moderno che non è destinato ad essere eseguito su di un palco.
Il closet drama scritto in versi divenne molto popolare nell'Europa occidentale dopo il 1800; queste opere sono state generalmente ispirate a modelli classici. La prima e seconda parte del Faust di Goethe, tra i pezzi più acclamati della storia della letteratura tedesca, sono stati scritti come closet dramas. Tuttavia, entrambe le commedie vengono spesso eseguite sul palco oggi in Germania e in Francia. Lord Byron e Percy Bysshe Shelley, così come altre figure, hanno dedicato molto tempo al closet drama. 
Il genere ha influenzato anche altre forme di letteratura e teatro, le parti del romanzo Moby Dick di Herman Melville in forma di dialogo sono un'allusione perlomeno casuale al closet drama. Alcune delle poesie di William Butler Yeats sono in forma di dialogo, suggerendo una ispirazione simile (anche se Yeats non era appassionato di closet dramas). L'austerità di molte delle opere che ha scritto per l'Abbey Theatre deriva in gran parte dal suo studio del dramma giapponese Nō: il genere più vicino a quello del closet drama per gli europei contemporanei, però, sarebbe stato il closet drama romantico.
La popolarità del closet drama in questo momento è stato sia un segno che e una reazione del declino della tragedia in versi, così popolare nel corso del periodo neoclassico e sulla scena europea nel 1800. I gusti popolari nel teatro si stavano spostando verso il melodramma e la commedia, e c'era ben poca attrattività commerciale nella messa in scena di tragedie in versi (anche se Samuel Taylor Coleridge, Robert Browning e altri hanno scritto drammi in versi che sono stati messi in scena nei teatri commerciali). I commediografi che volevano scrivere tragedie in versi dovevano rassegnarsi a scrivere per i lettori, non per attori e pubblico. Il closet drama del XIX secolo è diventato una forma più poetica, senza la connessione al teatro pratico e alla performance su palcoscenico.
Robertson Davies definiva i closet drama come i testi "più deprimenti della letteratura, la maggior parte di seconda mano e antiquati d'esperienza!". Tuttavia, molti closet dramas sono stati scritti durante l'epoca vittoriana e anche in seguito. Il closet drama continua ad essere scritto ancora oggi, anche se non è più un genere molto popolare.